# 大政翼賛の歌

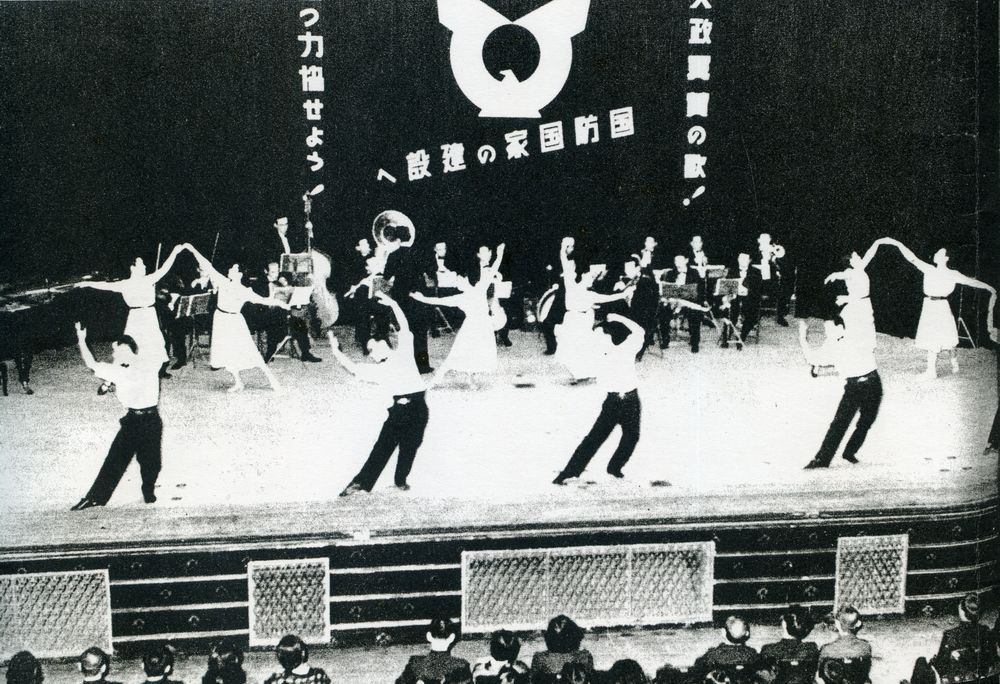
「大政翼賛の歌」発表会（1941年開催される）。後ろのマークは大政翼賛会の紋章。

大政翼賛の歌（たいせいよくさんのうた）は、1941年（昭和16年）3月にレコード会社6社から発売された歌。『われらのうた』で放送された。

## 概要
1940年（昭和15年）に発足した大政翼賛会によって主催し公募された。
詞は長野県の教員だった山岡勝人、曲は鷹司信輔公爵の嫡男で当時中学5年生だった鷹司平通の作品がそれぞれ選ばれた。編曲は童謡『めんこい仔馬』などの作品で知られる仁木他喜雄が行った。国民歌謡の後身、われらのうたによって流されて大ヒットした。また、日本を代表する大手レコード会社が競作した。
戦後、作曲者の鷹司平通は、1950年（昭和25年）に昭和天皇の第三皇女孝宮和子内親王と結婚した。和子内親王の弟継宮明仁親王の家庭教師だった米国人作家E・G・ヴァイニング夫人は著書『皇太子の窓』（原題：Windows for the Crown Prince）において、平通の作曲家ぶりについて「学生時代の作品の一つはコンクールに入賞して、日本中の子どもたちが歌ったものだという」とし、当時初等科6年生だった孝宮も、将来の夫が作った作品とは知らずにその曲を覚えたと、タイトルに触れず本曲を紹介した。
また、海軍軍楽隊の斉藤丑松はこの曲をトリオに入れた行進曲を作曲し、行進曲「大政翼賛」として陸軍戸山学校軍楽隊が演奏し発表された。

## 吹き込み歌手
- コロムビアレコード: 伊藤久男、霧島昇、志村道夫、高倉敏、二葉あき子、渡辺はま子、奥山彩子
- ビクターレコード: 徳山璉、中村淑子
- キングレコード: 永田絃次郎、長門美保
- テイチクレコード: 東海林太郎
- ポリドールレコード: 奥田良三、関種子
- タイヘイレコード: 立花ひろし

## 類似作
1942年（昭和17年）頃に募集された戦艦大和艦歌（作詞：坂井保朗少佐、作曲：岩田重一軍楽隊長）の前半部分の旋律は本作品と同一であるが、その経緯については判明していない。